# Ga West District
Ga West District je Ghanská územní jednotka, leží v regionu Greater Accra.
Ga West District se nachází z části na západě a z části na severu regionu Greater Accra. Hraničí s oblastmi: Tema Municipal na východě, Akwapim South District na severu a s Central Region na západě. Na jihu je ohraničován Guinejským zálivem a oblastí Accra Metropolis. Rozloha distriktu je 692 km2. Předsedou správy distriktu je Eric B. Quartey-Papafio.

## Hospodářství
Mnoho obyvatel je v tomto regionu zaměstnáno v soukromém sektoru. Velmi silnou roli v hospodářství tohoto regionu sehrává zemědělství produkující hlavně rajčata, pepř, ořechy a okro. V okolí Amasanu a Pokuase jsou velké plantáže pěstující ananas. Ananas je tak hlavním vývozním artiklem.
Dalšími významnými odvětvími jsou kamenolomy v okolí měst: Oblogo, Weija a Kwabenya.

## Města v tomto distriktu
- Gbawe
- New Achimota
- Awoshie
- Ofankor
- Anyaa
- Chantan
- Amanfrom
- Sowutuom
- Pokuase
- Santa Maria
- Nii Boye Town
- Tabora
- Mandela
- Tantra Hill
- Mallam
- Kwashiebu